# Arakamčečen
Arakamčečen (in russo остров Аракамчечен?) è un'isola russa del Pacifico che si trova nello stretto di Bering, 8 km al largo della costa della penisola dei Čukči, a nord di capo Čaplin. Appartiene amministrativamente al Circondario autonomo della Čukotka. Sull'isola si trova il villaggio di Yanrakynnot.
L'isola è lunga 32 km e larga 21 km, la superficie totale è di 267,8 km², l'altitudine massima è di 615 m. Arakamčečen ospita una vasta colonia di trichechi.
A sud di Arakamčečen, separata dallo stretto Jyėrgyn (пролив Йыэргын), largo 5 km, si trova l'isola di Yttygran e la piccola Nunėangan; Arakamčečen e Yttygran delimitano a est lo stretto di Senjavin. A sud-ovest c'è un isolotto: Kėnkaj (Кэнкай), 64°40′24″N 172°43′38″E.